# Dimocarpus yunnanensis
Dimocarpus yunnanensis är en kinesträdsväxtart som först beskrevs av Wen Tsai Wang, och fick sitt nu gällande namn av C.Y. Wu & T.L. Ming. Dimocarpus yunnanensis ingår i släktet Dimocarpus och familjen kinesträdsväxter. Inga underarter finns listade i Catalogue of Life.